# Никольское сельское поселение (Спасский район)
Никольское се́льское поселе́ние — муниципальное образование в Спасском районе Татарстана Российской Федерации.
Административный центр — село Никольское.

## История
Статус и границы сельского поселения установлены Законом Республики Татарстан от 31 января 2005 года № 40-ЗРТ «Об установлении границ территорий и статусе муниципального образования "Спасский муниципальный район" и муниципальных образований в его составе».

## Население
| 2010  | 2011  | 2012  | 2013  | 2014  | 2015  | 2016  |
| ----- | ----- | ----- | ----- | ----- | ----- | ----- |
| 1103  | ↘1099 | ↘1076 | ↘1055 | ↘1038 | ↘1021 | ↘1018 |
| 2017  | 2018  |       |       |       |       |       |
| ↘1008 | ↘984  |       |       |       |       |       |

## Состав сельского поселения
| № | Населённый пункт | Тип населённого пункта       | Население |
| - | ---------------- | ---------------------------- | --------- |
| 1 | Бугровка         | село                         |           |
| 2 | Гулюши           | деревня                      |           |
| 3 | Никольское       | село, административный центр |           |
| 4 | Отрада           | деревня                      |           |